# Mount Zion Christian Academy
 (mai 2025).
Motif : sources ?
- Archive Wikiwix
- Bing
- Cairn
- DuckDuckGo
- E. Universalis
- Gallica
- Google
- G. Books
- G. News
- G. Scholar
- Persée
- Qwant
- (zh) Baidu
- (ru) Yandex
- (wd) trouver des œuvres sur Wikidata

| 1. | Préciser le motif de la pose du bandeau. | Précisez le motif de la pose du bandeau en utilisant la syntaxe suivante : {{admissibilité à vérifier\|date=mai 2025\|motif=remplacez ce texte par le motif}}                                     |
| 2. | Informer les utilisateurs concernés.     | Pensez à avertir le créateur de l'article, par exemple, en insérant le code ci-dessous sur sa page de discussion : {{subst:avertissement admissibilité à vérifier\|Mount Zion Christian Academy}} |

La Mount Zion Christian Academy (MZCA) est une école et université préparatoire privée située à Durham, en Caroline du Nord.
Cette institution est plus connue pour son programme de développements de joueurs de basket-ball. Les joueurs de NBA Tracy McGrady, Brandon Rush, Marquis Daniels, Chris Garnett, Rodney White, Amar'e Stoudemire, Jarrett Jack ou encore Steven Hunter en proviennent.